# Маяк (город)
Мая́к (рум. Maiac; молд. Маяк; укр. Маяк) — посёлок в Григориопольском районе Приднестровья (контролируется непризнанной Приднестровской Молдавской Республикой, согласно административно-территориальному делению Республики Молдова территория Молдовы). По законам Молдавии обладает статусом города.

## История
Посёлок начал строиться в 1971 году как место проживания строителей и обслуживающего персонала строившегося Молдавского радиоцентра. В 1978 году зарегистрирован населённый пункт с названием Маяк. До этого, по данным советского справочника «Административно-территориальное деление МССР» на 1978 год, числился в качестве производственного отделения села Гыртоп в 1968—1978 годах.
В соответствии с Законом ПМР от 17 июля 2002 № 155-З-III посёлок городского типа Маяк получил статус посёлка.

## Население
По данным государственной службы статистики ПМР, население посёлка на 1 января 2014 года составляло 1060 человек, в 2010 году — 1175 человек. На 2015 год - 1047 человек. 

## Радиотелецентр
Градообразующим предприятием посёлка долгое время являлся крупный широковещательный радиоцентр — Приднестровский радиотелецентр, однако со спадом общественного интереса к КВ/СВ радиовещанию посёлок потерял статус и вынужден жить на общих основаниях.